# Amari Cooper
Amari Cooper (nacido el 17 de junio de 1994) es un jugador profesional estadounidense de fútbol americano que juega en la posición de wide receiver y actualmente milita en los Buffalo Bills de la National Football League (NFL).

## Biografía
Cooper asistió a Miami Northwestern Senior High School. Su primer año se lo perdió por lesión pero, en su último año, logró 33 recepciones para 722 yardas, con seis touchdowns. Fue calificado un 4 estrellas por Rivals.coms.
Tras su paso por el instituto, Cooper se graduó en la Universidad de Alabama, donde jugó para los Crimson Tide. Cooper también recibió ofertas de Florida State, Miami y Ohio State.

## Carrera

### Oakland Raiders
Cooper fue seleccionado por los Oakland Raiders en la primera ronda (puesto 4) del draft de 2015. Originalmente iba a llevar el número 19, pero tras cortar a James Jones, eligió el número 89.

### Dallas Cowboys
El 22 de octubre de 2018, Cooper es canjeado a los Dallas Cowboys por una primera selección del draft de 2019.

### Cleveland Browns
El 12 de marzo de 2022, Cooper fue adquirido por los Cleveland Browns junto con una selección de la ronda número 6 del Draft de la NFL de 2022 de los Dallas Cowboys recibiendo estos últimos una quinta y una sexta selección del mismo draft en el intercambio.

### Buffalo Bills
El 15 de octubre de 2024, los Browns intercambiaron a Cooper y una selección de sexta ronda de 2025 con los Buffalo Bills a cambio de una selección de tercera ronda de 2025 y una selección de séptima ronda de 2026.

## Estadísticas generales
|  | Seleccionado al Pro Bowl |

| Año   | Equipo | Juegos | Juegos | Recepciones | Recepciones | Recepciones | Recepciones | Recepciones | Acarreos | Acarreos | Acarreos | Acarreos | Acarreos | Balones sueltos |
| Año   | Equipo | GP     | GS     | Rec         | Yds         | Avg         | Long        | TD          | Att      | Yds      | Avg      | Long     | TD       | Balones sueltos |
| ----- | ------ | ------ | ------ | ----------- | ----------- | ----------- | ----------- | ----------- | -------- | -------- | -------- | -------- | -------- | --------------- |
| 2015  | OAK    | 16     | 15     | 72          | 1,070       | 14.9        | 68          | 6           | 3        | -3       | -1.0     | 2        | 0        | 1               |
| 2016  | OAK    | 16     | 14     | 83          | 1,153       | 13.9        | 64          | 5           | 1        | 0        | 0.0      | 0        | 0        | 2               |
| 2017  | OAK    | 14     | 12     | 48          | 680         | 14.2        | 87          | 7           | 1        | 4        | 4.0      | 4        | 0        | 1               |
| 2018  | OAK    | 6      | 6      | 22          | 680         | 12.7        | 36          | 1           | 1        | 9        | 9.0      | 9        | 0        | 0               |
| 2018  | DAL    | 9      | 9      | 53          | 725         | 13.7        | 90          | 6           | 1        | 11       | 11.0     | 11       | 0        | 2               |
| 2019  | DAL    | 16     | 16     | 79          | 1,189       | 15.1        | 53          | 8           | 1        | 6        | 6.0      | 6        | 0        | 0               |
| 2020  | DAL    | 16     | 15     | 92          | 1,114       | 12.1        | 69          | 5           | 6        | 14       | 2.3      | 10       | 0        | 0               |
| 2021  | DAL    | 15     | 14     | 68          | 865         | 12.7        | 41          | 8           | 0        | 0        | 0        | 0        | 0        | 1               |
| 2022  | CLE    | 17     | 17     | 78          | 1,160       | 14.9        | 55          | 9           | 0        | 0        | 0        | 0        | 0        | 0               |
| 2023  | CLE    | 15     | 15     | 72          | 1,250       | 17.4        | 75          | 5           | 0        | 0        | 0        | 0        | 0        | 2               |
| 2024  | CLE    | 6      | 6      | 24          | 250         | 10.4        | 24          | 2           | 0        | 0        | 0        | 0        | 0        | 0               |
| 2025  | BUF    | 0      | 0      | 0           | 0           | 0           | 0           | 0           | 0        | 0        | 0        | 0        | 0        | 0               |
| Total | Total  | 146    | 139    | 691         | 9,736       | 14.1        | 90          | 62          | 14       | 41       | 2.9      | 11       | 0        | 9               |

Fuente: Pro-Football-Reference.com